# Вацлав Домбровський
Вацлав Домбровський (пол. Wacław Dąbrowski; 21 вересня 1823 — 30 березня 1887) — львівський ремісник, президент міста в 1883—1887 роках. Почесний громадянин Львова (1886).
Закінчив гімназію в Ряшеві. 1849 р. переїхав до Львова. 1861 р. вперше обраний до міської ради, членом якої буде впродовж 26 років. Двічі обраний послом до Галицького сейму а 1883 р. став президентом Львова. 
Помер 1887 р., в поминальній процесії взяло участь близько 50 тис. львів'ян. Похований у родинному гробівці на полі № 2 Личаківського цвинтаря.